# 1225

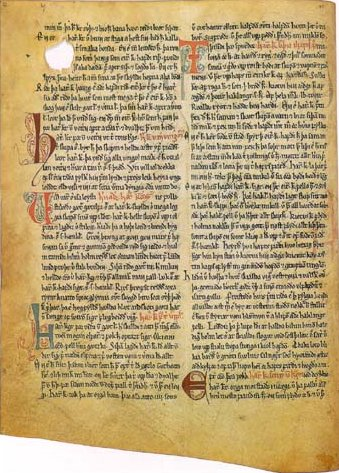
Een bladzijde van de heimskringla, ca. 1225

Het jaar 1225 is het 25e jaar in de 13e eeuw volgens de christelijke jaartelling.

## Gebeurtenissen
april
- 7 - Olivier van Keulen wordt door paus Honorius III bevestigd als bisschop van Paderborn. Hij houdt zich echter niet in zijn bisdom op, maar blijft in Italië in de naaste omgeving van de paus.

september
- september - De paus verheft Olivier van Keulen tot kardinaal-bisschop van Sabina. Het bisdom Paderborn wordt vacant verklaard.

november
- 7 - De aartsbisschop van Keulen en regent van Duitsland, Engelbert II van Berg, komt nabij Gevelsberg, op terugweg van Soest naar Keulen, bij een poging tot gijzelingdoor onder meer zijn neef Frederik van Isenberg om het leven.
- 22 - De dertien jaar oude orde der Minderbroeders vestigt zich op uitnodiging van Johanna van Constantinopel in Gent.
- november - Koning Lodewijk VIII van Frankrijk roept in Bourges een concilie van Franse prelaten bijeen, waar hij een oproep doet tot een nieuwe kruistocht in de Languedoc.

zonder datum
- De slechts 8 jaar oude Trán-Thai Tóng van de Trán-familie wordt na 14 jaar burgeroorlog de nieuwe keizer van Vietnam. De feitelijke sterke man is zijn eerste minister Thu-Dó.
- De Duitse Orde wordt uitgezet uit Hongarije.
- Waldemar II van Denemarken wordt vrijgelaten door Adolf III van Holstein in ruil voor de belofte alle veroverde gebieden in Duitsland op te geven.
- Paus Gregorius IX doet een hernieuwd beroep op keizer Frederik II van het Heilige Roomse Rijk om op kruistocht te gaan.
- Halle en Hindeloopen krijgen stadsrechten.
- Helmond wordt gesticht door Hendrik I van Brabant.
- De eerste ommuring van 's-Hertogenbosch wordt voltooid. (jaartal bij benadering)
- Huwelijken: keizer Frederik II met Yolande van Jeruzalem; Haakon IV met Margrét Skúladóttir; Hendrik VII met Margaretha van Oostenrijk; Bohemund V van Antiochië met Alice van Cyprus
- oudst bekende vermelding: Dennenburg, Veghel

## Opvolging
- Abbasiden (kalief van Bagdad) - an-Nasir opgevolgd door az-Zahir
- Athene - Otto van La Roche opgevolgd door zijn zoon of neef Gwijde I van La Roche
- Berg - Engelbert II opgevolgd door zijn aangetrouwde neef Hendrik IV van Limburg
- Comminges - Bernard IV opgevolgd door zijn zoon Bernard V
- Keulen - Engelbert II van Berg opgevolgd door Hendrik I van Molenark
- Monferrato - Willem VI opgevolgd door zijn zoon Bonifatius II
- graaf van Norfolk - Hugh Bigod opgevolgd door zijn zoon Roger Bigod
- Paderborn - Thomas Olivier opgevolgd door Wilbrand van Oldenburg
- Vietnam - Lý Chiêu Hoàng opgevolgd door Trán-Thai Tóng

## Geboren
- Beatrix van Brabant, echtgenote van Hendrik Raspe en Willem II van Vlaanderen (jaartal bij benadering)
- Gertrude van Hohenberg, echtgenote van Rudolf I (jaartal bij benadering)
- Innocentius V, paus in 1276 (geboortejaar bij benadering; overleden 1276))
- Sancha van Provence, echtgenote van Richard van Cornwall (jaartal bij benadering)
- Thomas van Aquino, Italiaans filosoof en theoloog (jaartal bij benadering)
- Willem II van Vlaanderen, Frans edelman (jaartal bij benadering)
- Wladislaus I, hertog van Opole (jaartal bij benadering)

## Overleden
- 3 januari - Adolf III (~64), graaf van Holstein
- 24 september - Willem VI, markgraaf van Monferrato (1207-1225)
- 7 november - Engelbert II van Berg (~39), aartsbisschop van Keulen en graaf van Berg
- Agnes II van Donzy, gravin van Nevers, Auxerre en Tonnerre
- Arnaud Amaury, aartsbisschop van Narbonne, leider in de Albigenzenkruistocht
- Bernard IV, graaf van Comminges
- Hugh Bigod (~43), graaf van Norfolk
- Margaretha van Leuven (~18), Belgisch zalige